# Haliclystus monstrosus
Haliclystus monstrosus is een neteldier uit de klasse Staurozoa. 
Het dier komt uit het geslacht Haliclystus en behoort tot de familie Lucernariidae. Haliclystus monstrosus werd in 1961 voor het eerst wetenschappelijk beschreven door Naumov.